# Ferdinand Zech von Deybach

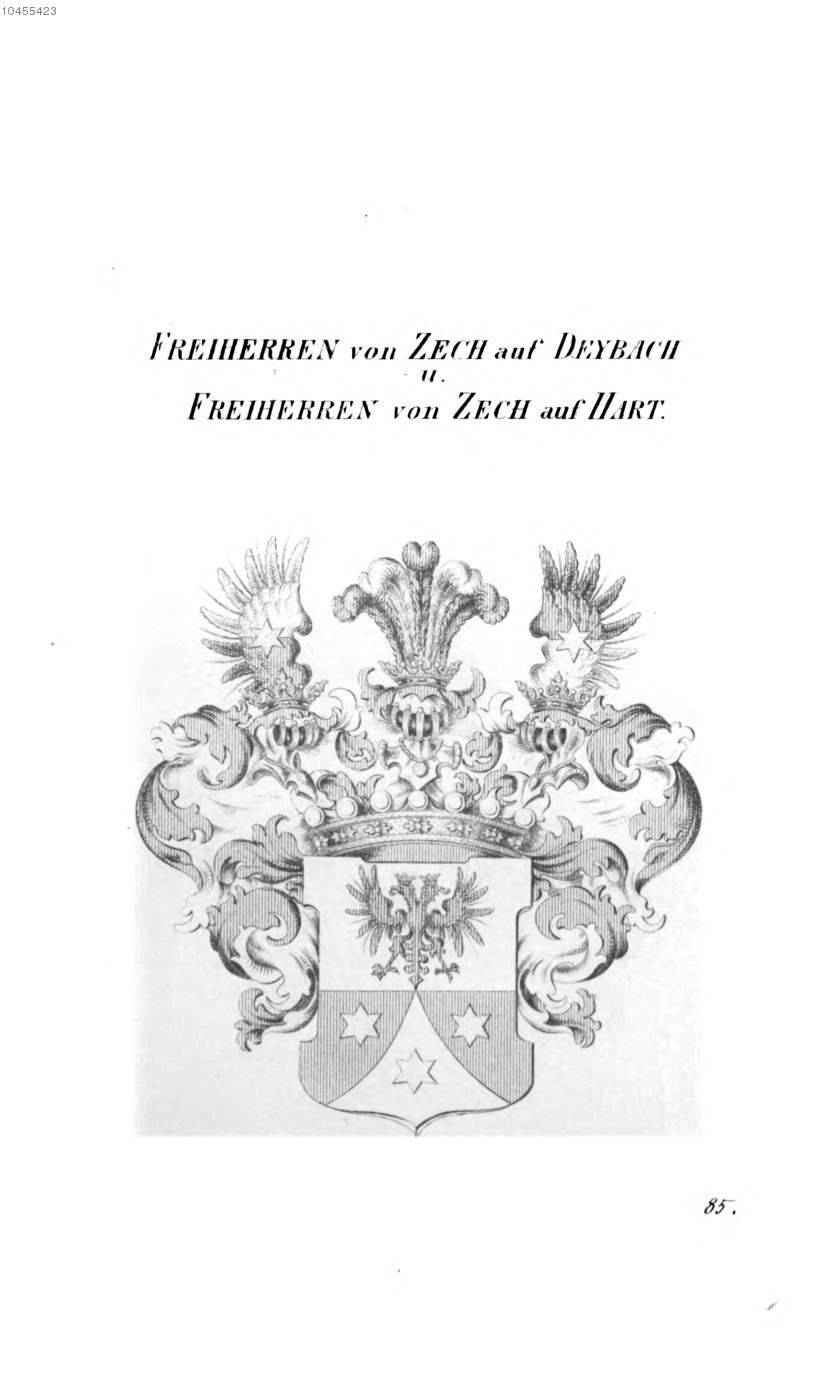
Wappen der Freiherren von Zech

Ferdinand Ignaz Xaver Maria Zech von Deybach Freiherr von Sulz, auch Ferdinand Zech von Deubach (* 16. Februar 1786; † 10. Februar 1862 in Bamberg), war ein königlich-bayerischer Generalmajor und Kämmerer. 

## Leben
Er stammte aus dem Adelsgeschlecht Zech von Deybach. 1808 erfolgte die Eintragung in die königlich-bayerische Adelsmatrikel. Ferdinand Zech von Deybach diente in der königlichen bayerischen Armee als Rittmeister im 6. Chevaux-Legers-Regiment, darauf avancierte er zum Oberstleutnant und schließlich zum Generalmajor. Auf Grund seiner 50-jährigen Dienstleistung und seiner Teilnahme an sieben Feldzügen erhielt er am 3. Februar 1848 in München von König Ludwig I. das Ehrenkreuz des Ludwigsordens verliehen. 1850 befehligte er als Kommandant die Festung Würzburg. Vor 1854 quittierte er seinen Dienst und ging in Pension. Ferdinand Zech von Deybach heiratete 1812 Sophie Pflaum. Die Ehe blieb kinderlos. Er starb am 10. Februar 1862 im Alter von 76 Jahren, zehn Tage nach der Feier der Goldenen Hochzeit. Mit seinem Neffen, dem Kammerjunker Ludwig Zech von Deubach (* 31. Dezember 1825), ist die bayerische Linie der Freiherren von Zech erloschen.

## Auszeichnungen
- Ehrenkreuz des Ludwigsordens
- Ritter der Ehrenlegion
- Militär-, Veteranen- und Armeegedenkzeichen[6]